# Gambetići
Gambetići je naselje u Republici Hrvatskoj, u sastavu Općine Višnjan, Istarska županija. 

## Šport
- Rallycross staza[4]

## Stanovništvo
Prema popisu stanovništva iz 2001. godine, naselje je imalo 16 stanovnika te 5 obiteljskih kućanstava.

Prema popisu stanovništva 2011. godine naselje je imalo 15 stanovnika.
| broj stanovnika |       |       | 27    | 28    | 42    | 46    |       |       | 43    | 40    | 30    | 31    | 24    | 23    | 16    | 15    | 15    |
|                 | 1857. | 1869. | 1880. | 1890. | 1900. | 1910. | 1921. | 1931. | 1948. | 1953. | 1961. | 1971. | 1981. | 1991. | 2001. | 2011. | 2021. |

## Poznate osobe
- Edi Milokanović, hrvatski automobilist